# ۳۰ دقیقه
«۳۰ دقیقه» تک‌آهنگی از آلبوم آغازین انگلیسی تتو، ۲۰۰ کیلومتر بر ساعت در مسیر اشتباه است. این تک‌آهنگ در سال ۲۰۰۳ میلادی عرضه شد و سومین تک‌آهنگ از این آلبوم به‌شمار می‌رفت.
گرچه جمله‌ای که به وسیلهٔ یولیا («مادر، پدر، مرا ببخشید») در پایان ترانهٔ «عشق را به من نشان بده»، بخشی از این ترانه نیست، در بعضی از نسخه‌های موزیک‌ویدئوها به علاوهٔ بسیاری از بازترکیب‌ها مشخص است.

## فهرست آهنگ‌ها
Europe promo single
1. ‎ 30 Minutes (Album Version)‎
2. ‎ 30 Minutes (RagaMix by That Black Remix)‎
3. ‎ 30 Minutes (Enhanced Video)‎

## موزیک ویدئو
برای این ترانه، موزیک‌ویدئویی ساخته شد و در روسیه پخش رسانه‌ای وسیعی پیدا کرد. در ویدئو، لنا روی یک کاروسل در حال بوسیدن و دست‌مالی کردن پسری بلند نشسته است. کلوز-آپ‌هایی از دست‌های پسر که در حال فشردن کفل‌های لنا هست مشاهده می‌شود؛ به محض آن‌که دامن لنا درآورده می‌شود که با صحنه‌ای که سینهٔ لنا مشخص می‌شود به اوج خود می‌رسد، و لنا پشت سینهٔ پسر مشغول خوابیدن است. این صحنه تنها در نسخهٔ بدون سانسور ویدئو وجود دارد.
یولیا لنا را در حال بوسیدن پسر می‌گیرد و در یک حمام مدرسه دیده می‌شود، در حالی که موقرانه در حال طرح‌ریزی و باز کردن یک بمب زمانی زمخت است. در پایان ویدئو، عاشقان، کاروسل و یولینا منفجر می‌شوند.
کارگردان این ویدئو، ایوان شاپووالوف است.

## موقعیت در جدول موسیقی
| کشور                           | حد رتبه |
| ------------------------------ | ------- |
| پخش رسانه‌ای ۲۰تای برتر هنگ گنگ | 1       |

## منبع
- Wikipedia contributors, "30 Minutes," Wikipedia, The Free Encyclopedia, http://en.wikipedia.org/w/index.php?title=30_Minutes&oldid=193925075 (accessed March 11, 2008).